# Baldred van Tyninghame
Baldred van Tyninghame, in Durham bekend als Balther of Baltherus, was een Angelsaksische kluizenaar en abt, die gedurende de 8e eeuw in East Lothian woonde.

## Sterfdatum
Volgens Hovendeus is Baldred overleden in 756. Simeon van Durham plaatst zijn dood in het twintigste jaar van koning Eadberht van Northumbrië en Turgot of Durham doet dit in het zeventiende jaar van het episcopaat van Cynulf in 756. Omdat volgens de moderne kalender zijn feestdag op 6 maart valt is zijn sterfdag op 6 maart 757 te dateren. Hoewel deze datum nu algemeen wordt aanvaard werd Baldred door een passage in het zestiende-eeuwse Brevier van Aberdeen in het verleden vaak geassocieerd met Sint Kentigern ook wel bekend als Baldred van Strathclyde uit de 6e eeuw.

## Leven

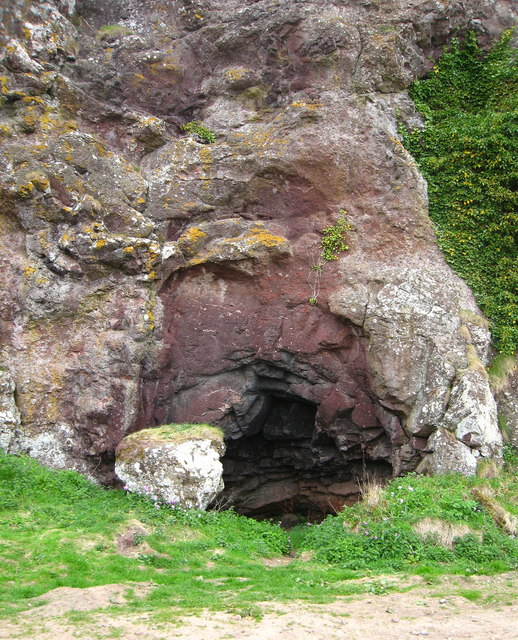
Baldred's Cave, Seacliff

Baldred wordt gewoonlijk als de “Apostel van de Lothians” beschouwd. Symeon van Durham vermeldt dat de grenzen van zijn pastoraat al het land dat tot het klooster van Sint Balther, dat Tyninghame wordt genoemd, omvatten van Lammermuir tot Inveresk of Eskmouthe zoals het toen werd genoemd. Zijn cultus was in ieder geval geconcentreerd rond de vier kerken van Auldhame, Whitekirk, Tyninghame en Prestonkirk, tussen East Linton en North Berwick in East Lothian-.
Men neemt aan dat Baldred een klooster in Tyninghame heeft gesticht. Van tijd tot tijd gaf hij er echter de voorkeur om aan zich terug te trekken van het geestelijk leiderschap van de Lothians Britons. Hij koos The Bass Rock als de plaats waar hij voor zichzelf een kleine hermitage met een bijbehorende kapel bouwde, hoewel hij soms in een grot, St Baldred's Cave, op het strand van Seacliff leefde.

## Nationaliteit
Baldred zou uit het bisdom van Lindisfarne komen, en moet derhalve een Angelsaks geweest zijn, een aannemelijke associatie omdat Lothian in die tijd deel uitmaakte van het koninkrijk Northumbrië. Hector Boece daarentegen stelt dat hij van Schotse komaf was en zijn ambt uitoefende in een district dat toen deel uitmaakte van het Pictenland.

## Verering
Ongeveer halverwege The Bass Rock is nog de ruïne van een oude kapel te zien. Strikt genomen is het de ruïne van de parochiekerk van The Bass, volgens overlevering om de plaats te markeren waar Sint-Baldred zijn nederige cel bewoonde. Bij benadering is de datum van de bouw (herbouw) van de kapel te vinden in een pauselijke bul, gedateerd 6 mei 1493, die het gebouw als “novita erecta” vermeldt. Een latere herconsacratie (dat op meer bouwwerk wijst) vond plaats in 1542 toen de kapel aan St Baldred werd gewijd. Na het overlijden van Sint Baldred op de plek van deze kapel was er een dispuut tussen de parochies van Auldhame, Tyninghame en Prestonkirk over wie recht had op het lichaam van de heilige. Volgens de legende zouden zij, op advies van een heilige man, de nacht in gebed hebben doorgebracht. Bij het ochtendgloren werden er drie lichamen gevonden, in alle opzichten aan elkaar gelijk, elk in een lijkwade gehuld, gereed voor de begrafenis. Dit verhaal is waarschijnlijk bedacht om de aanspraken van elke kerk, op een schrijn van Sint Baldred, te verklaren.
Heden ten dage zijn tussen de tuinen van Tyninghame House in Tyninghame de restanten van de 12e-eeuwse St.-Baldredskerk nog te zien, ze vormen weinig meer dan een architectonische folly. De kerk staat overeenkomstig de traditie op de plaats van zijn klooster, dat volgens de Melrose Chronicle definitief door de Denen in 941 werd geplunderd. Deze kerk bleef de parochiekerk totdat het dorp Tyninghame in 1761 naar het westen werd verplaatst. Het Tyninghame lichaam van Sint Baldred werd in het begin van de 11e eeuw verplaatst door Alfred Westow naar de Kathedraal van Durham. Een beeld van de heilige, dat door de lokale bevolking zeer werd gewaardeerd, stond bij de parochiekerk van Prestonkirk totdat het in 1770 door een aannemer werd beschadigd. In de buurt bevond zich de Sint-Baldred-bron die beroemd was om zijn geneeskrachtige eigenschap.
De parochiekerk van Whitekirk, vroeger vermaard als bedevaartsoord, maakt ook aanspraak op deze heilige als de locatie van zijn ambtsgebied.